# Cyprus International 1993
Die Cyprus International 1993 im Badminton fanden vom 24. bis zum 26. September 1993 in Nikosia statt.

## Sieger und Platzierte
| Disziplin    | Gold                            | Silber                             | Bronze                                |
| ------------ | ------------------------------- | ---------------------------------- | ------------------------------------- |
| Herreneinzel | Nicolas Pissis                  | Juraj Brestovský                   | Evandros Votsis                       |
| Herreneinzel | Nicolas Pissis                  | Juraj Brestovský                   | Antonis C. Lazarou                    |
| Dameneinzel  | Diana Knekna                    | Beate Dejaco                       | Sylvie Carnevale                      |
| Dameneinzel  | Diana Knekna                    | Beate Dejaco                       | Ľuba Hanzušová                        |
| Herrendoppel | Juraj Brestovský Jaroslav Heleš | Antonis C. Lazarou Evandros Votsis | Nicolas Pissis Tasos Zevlaris         |
| Herrendoppel | Juraj Brestovský Jaroslav Heleš | Antonis C. Lazarou Evandros Votsis | Yanal Abdullah Haytham Masoud         |
| Damendoppel  | Sylvie Carnevale Beate Dejaco   | Ľuba Hanzušová Katarina Pokorna    | Elena Kenta Stella Lazarou            |
| Damendoppel  | Sylvie Carnevale Beate Dejaco   | Ľuba Hanzušová Katarina Pokorna    | Barbara Faiazza Maria Grazia Italiano |
| Mixed        | Nicolas Pissis Diana Knekna     | Juraj Brestovský Ľuba Hanzušová    | Antonis L. Lazarou Sophia Maroudia    |
| Mixed        | Nicolas Pissis Diana Knekna     | Juraj Brestovský Ľuba Hanzušová    | Fahed Odisho Najwa Ilia               |